# Willem Alting (gouverneur-generaal)
Willem Arnold Alting (Groningen, 11 november 1724 - Kampong Malajoe, 7 juni 1800) was van 1780 tot en met 1796 gouverneur-generaal van de Vereenigde Oostindische Compagnie (VOC).
Nadat hij in Groningen gepromoveerd was in de rechten vertrok hij op 18 augustus 1750 als onderkoopman naar Java. In 1754 klom hij op tot koopman en in 1759 werd hij bevorderd tot eerste secretaris van de regering. In 1763 werd hij buitengewoon raad en in 1772 raad ordinaris en weer vijf jaar later eerste raad en directeur-generaal.
Toen in 1780 gouverneur-generaal Reinier de Klerk ziek werd nam Alting voor hem waar, waarna hij kort daarop formeel werd benoemd als gouverneur-generaal. Hij had het tij niet mee, want hij was nog maar nauwelijks aangetreden of de Vierde Engelse Oorlog (1780-1784) brak uit. De Engelsen slaagden erin vrijwel de gehele zeeroute tussen Europa en Indië te beheersen, waardoor er nauwelijks meer schepen verschenen op de rede van Batavia. Ook werd een groot deel van de VOC-bezittingen door de Engelsen in beslag genomen. Het Indisch Gouvernement verzette zich hier niet tegen en kon ook weinig doen. Aan het eind van de Vierde Engelse Zeeoorlog moest Nederland grote concessies doen aan Engeland. De Engelsen kregen toestemming binnen de archipel te varen en Negapatnam moest worden overgedragen.
Inmiddels werd Alting verdacht van financieel wanbeheer, miljoenen guldens waren verdwenen en een klachtenstroom van gerepatrieerden brachten stadhouder Willem V er in 1791 toe de wantoestanden uit te laten zoeken. De in het leven geroepen commissie van vier commissarissen-generaal werd geleid door de VOC-advocaat Nederburgh. De andere leden waren kapitein ter zee Frijkenius, gouverneur-generaal Alting en directeur-generaal Van Stockum. Toen de laatste overleed wist Alting in plaats van Van Stockums door de Heren XVII benoemde opvolger, de gouverneur van Ceylon Willem van de Graaff, zijn schoonzoon, de latere gouverneur-generaal Joannes Siberg, in diens plaats te manoeuvreren. Hierdoor leverde het onderzoek niets op.
Nadat in 1795 de Franse troepen Nederland binnenmarcheerden, werd Nederland tot Bataafse Republiek omgedoopt en kwam het eind van de VOC steeds meer nabij. Alting probeerde nog enige moderniseringen door te voeren, maar uiteindelijk besloot de Staten-Generaal op 24 december 1795 dat alle bewindhebbers in de Bataafse Republiek vervangen zouden worden.
Op 17 februari 1797 werd hem ontslag verleend. Niet lang daarna overleed hij op 7 juni 1800 op zijn landgoed Kampong Malajoe bij Batavia.